# Список лидеров кинопроката США 2019 года
Список лидеров кинопроката США 2019 года содержит аннотированное перечисление фильмов, которые занимали первое место в США по итогам сборов каждой из недель 2019 года.

## Список
Указаны сборы в кинопрокате за одну текущую неделю.
| #  | Дата             | Фильм                             | Сборы        | Примечания |
| -- | ---------------- | --------------------------------- | ------------ | --- |
| 1  | 6 января 2019    | Аквамен                           | $31 003 280  | Мировые кассовые сборы «Аквамена» (940 миллионов долларов) превзошли «Бэтмена против Супермена: На заре справедливости» (873,6 миллиона долларов), что сделало его самым кассовым фильмом в расширенной вселенной DC. Его международные кассовые сборы (680 миллионов долларов) также превзошли «Тёмного рыцаря: Возрождение легенды» (636,8 миллиона долларов), что сделало его самым кассовым по международным сборам для фильма, основанного на DC Comics. |
| 2  | 13 января 2019   | 1+1: Голливудская история         | $20 355 000  | «Аквамен» стал первым фильмом в расширенной вселенной DC, собравшим по всему миру 1 миллиард долларов. |
| 3  | 20 января 2019   | Стекло                            | $40 328 920  | |
| 4  | 27 января 2019   | Стекло                            | $18 884 440  | В эти выходные мировые сборы «Аквамена» (1,091 миллиарда долларов) превзошли «Тёмного рыцаря: Возрождение легенды» (1,084 миллиарда долларов) как самый кассовый фильм, основанный на DC Comics. |
| 5  | 3 февраля 2019   | Стекло                            | $9 548 795   | «Стекло» стало первым фильмом 2019 года, который лидировал по кассовым сборам три уик-энда подряд. |
| 6  | 10 февраля 2019  | Лего. Фильм 2                     | $34 115 335  | |
| 7  | 17 февраля 2019  | Алита: Боевой ангел               | $28 525 613  | |
| 8  | 24 февраля 2019  | Как приручить дракона 3           | $55 022 245  | |
| 9  | 3 марта 2019     | Как приручить дракона 3           | $30 028 540  | |
| 10 | 10 марта 2019    | Капитан Марвел                    | $153 433 423 | «Капитан Марвел» побила рекорд «Чудо-женщины» (103,2 миллиона долларов) по самому кассовому дебютному уик-энду для женского фильма. |
| 11 | 17 марта 2019    | Капитан Марвел                    | $67 988 130  | |
| 12 | 24 марта 2019    | Мы                                | $71 117 625  | «Мы» побили рекорд «Третьего лишнего» (54,4 миллиона долларов) по самому кассовому дебюту оригинального фильма с рейтингом R и рекорд «Тихого места» (50,2 миллиона долларов) по самому кассовому дебюту оригинального фильма ужасов. |
| 13 | 31 марта 2019    | Дамбо                             | $45 990 748  | |
| 14 | 7 апреля 2019    | Шазам!                            | $53 505 326  | |
| 15 | 14 апреля 2019   | Шазам!                            | $24 453 514  | |
| 16 | 21 апреля 2019   | Проклятие плачущей                | $26 347 631  | |
| 17 | 28 апреля 2019   | Мстители: Финал                   | $357 115 007 | «Мстители: Финал», заработав 60 миллионов долларов на вечерних предварительных показах в четверг, побили рекорд «Звёздных войн: Пробуждение силы» (57 миллионов долларов) по самым крупным кассовым сборам за вечер четверга. Их сборы за день открытия в размере 157 миллионов долларов побили рекорд «Звёздных войн: Пробуждение силы» (119,1 миллиона долларов) по самой высокой кассе за один день и за день открытия. Они также побили рекорды «Мстителей: Война бесконечности» (257,7 миллиона долларов) за самый кассовый дебютный уик-энд в апреле, за весенний релиз, фильм о супергероях, 3D-фильм, фильм с рейтингом PG-13 и за всё время. Они также стали первым фильмом, собравшим более 300 миллионов долларов за первый уик-энд, и получили самый кассовый дебютный уик-энд в 2019 году. Их 1,2 миллиарда долларов в первые выходные по всему миру побили рекорды «Мстителей: Война бесконечности» (640,5 миллиона долларов) по самому кассовому мировому дебюту фильма по комиксам в первые выходные и за всё время. Они также побили рекорд «Мстителей: Война бесконечности» (11 дней) как самый быстрый фильм, который собрал 1 миллиард долларов по всему миру, сделав это за 5 дней. |
| 18 | 5 мая 2019       | Мстители: Финал                   | $147 383 211 | «Мстители: Финал» побили рекорд «Аватара» (47 дней) как самый быстрый фильм, собравший во всём мире 2 миллиарда долларов, сделав это за 11 дней. |
| 19 | 12 мая 2019      | Мстители: Финал                   | $63 299 066  | «Мстители: Финал» (723,5 миллиона долларов) превзошли «Чёрную пантеру» (700,1 миллиона долларов) как самый кассовый фильм о супергероях в домашнем прокате. На втором месте «Покемон. Детектив Пикачу», заработавший 54,4 миллиона долларов в первые выходные, побил рекорд «Лары Крофт: Расхитительница гробниц» (47,7 миллиона долларов) за самый кассовый дебютный уик-энд у адаптации видеоигры. |
| 20 | 19 мая 2019      | Джон Уик 3                        | $56 818 067  | |
| 21 | 26 мая 2019      | Аладдин                           | $91 500 929  | |
| 22 | 2 июня 2019      | Годзилла 2: Король монстров       | $47 776 293  | |
| 23 | 9 июня 2019      | Тайная жизнь домашних животных 2  | $46 652 680  | |
| 24 | 16 июня 2019     | Люди в чёрном: Интернэшнл         | $30 035 838  | |
| 25 | 23 июня 2019     | История игрушек 4                 | $120 908 065 | «История игрушек 4» побила рекорд «Истории игрушек: Большой побег» (110,3 миллиона долларов) за самый кассовый дебютный уик-энд для фильма с рейтингом G. Её первый уик-энд (244,5 миллиона долларов) побил рекорд «Суперсемейки 2» (235,8 миллиона долларов) по самым высоким мировым сборам для анимационного фильма. |
| 26 | 30 июня 2019     | История игрушек 4                 | $59 700 331  | |
| 27 | 7 июля 2019      | Человек-паук: Вдали от дома       | $92 579 212  | |
| 28 | 14 июля 2019     | Человек-паук: Вдали от дома       | $45 353 359  | |
| 29 | 21 июля 2019     | Король Лев                        | $191 770 759 | Сборы «Короля Льва» в день открытия в размере 77,9 миллиона долларов побили рекорд «Суперсемейки 2» (71,2 миллиона долларов) по самой большой кассе за день открытия для анимационного фильма. Он также побил рекорд «Гарри Поттера и Даров Смерти. Часть 2» (169,2 миллиона долларов) по самому кассовому дебютному уик-энду в июле, рекорд «Суперсемейки 2» (182,7 миллиона долларов) по самому кассовому дебютному уик-энду для анимационного фильма и фильма с рейтингом PG, а также рекорд «Красавицы и Чудовища» (174,8 миллиона долларов) за самый кассовый дебютный уик-энд для музыкального фильма. В эти выходные «Мстители: Финал» (2,79 миллиарда долларов) обогнали «Аватар» (2,789 миллиарда долларов) как самый кассовый фильм в истории. |
| 30 | 28 июля 2019     | Король Лев                        | $76 621 553  | |
| 31 | 4 августа 2019   | Форсаж: Хоббс и Шоу               | $60 038 950  | |
| 32 | 11 августа 2019  | Форсаж: Хоббс и Шоу               | $25 265 795  | |
| 33 | 18 августа 2019  | Хорошие мальчики                  | $21 402 605  | |
| 34 | 25 августа 2019  | Падение Ангела                    | $21 380 987  | |
| 35 | 1 сентября 2019  | Падение Ангела                    | $11 799 409  | |
| 36 | 8 сентября 2019  | Оно 2                             | $91 062 152  | |
| 37 | 15 сентября 2019 | Оно 2                             | $39 606 550  | |
| 38 | 22 сентября 2019 | Аббатство Даунтон                 | $31 033 665  | |
| 39 | 29 сентября 2019 | Эверест                           | $20 612 100  | |
| 40 | 6 октября 2019   | Джокер                            | $96 202 337  | «Джокер» побил рекорд «Венома» (80,3 миллиона долларов) по самому кассовому дебютному уик-энду в октябре. |
| 41 | 13 октября 2019  | Джокер                            | $55 861 403  | |
| 42 | 20 октября 2019  | Малефисента: Владычица тьмы       | $36 948 713  | |
| 43 | 27 октября 2019  | Малефисента: Владычица тьмы       | $19 369 877  | По первоначальным оценкам, «Джокер» опередил «Малефисенту: Владычицу тьмы». «Джокер» (848,2 миллиона долларов) побил рекорд «Дэдпула 2» (785,0 миллиона долларов) как самый кассовый фильм с рейтингом R в мире. |
| 44 | 3 ноября 2019    | Терминатор: Тёмные судьбы         | $29 033 832  | |
| 45 | 10 ноября 2019   | Мидуэй                            | $17 897 419  | |
| 46 | 17 ноября 2019   | Ford против Ferrari               | $31 474 958  | По итогам недели «Джокер» стал первым фильмом с рейтингом R, собравшим в мировом прокате 1 миллиард долларов. |
| 47 | 24 ноября 2019   | Холодное сердце 2                 | $130 263 358 | «Холодное сердце 2» побило рекорд «Зверополиса» (75 миллионов долларов) за самый кассовый дебютный уик-энд фильма Walt Disney Animation Studios. Его сборы в первый уик-энд (358,5 миллиона долларов) побили рекорд «Истории игрушек 4» (235,8 миллиона долларов) по самому кассовому уик-энду в мировом прокате для анимационного фильма. |
| 48 | 1 декабря 2019   | Холодное сердце 2                 | $85 977 773  | «Холодное сердце 2» побило рекорд «Голодных игр: И вспыхнет пламя» (74,1 миллиона долларов) по самому кассовому уик-энду в День Благодарения за всю историю и рекорд «Суперсемейки 2» (80,9 миллиона долларов) по самым высоким сборам за второй уик-энд для анимационного фильма. |
| 49 | 8 декабря 2019   | Холодное сердце 2                 | $35 165 614  | «Холодное сердце 2» стало первым анимационным фильмом со времен «Ральфа против Интернета», который лидировал по кассовым сборам три уик-энда подряд. |
| 50 | 15 декабря 2019  | Джуманджи: Новый уровень          | $59 251 543  | По итогам уик-энда «Холодное сердце 2» достигло 1,03 миллиарда долларов по всему миру, став десятым анимационным фильмом, достигшим отметки в миллиард долларов, и 45-м в целом. |
| 51 | 22 декабря 2019  | Звёздные войны: Скайуокер. Восход | $177 383 864 | |
| 52 | 29 декабря 2019  | Звёздные войны: Скайуокер. Восход | $72 389 590  | |

## Самые кассовые фильмы
Ниже представлен список десяти фильмов, собравших наибольшую кассу в США и Канаде за 2019 год.
| Место | Название                          | Дистрибьютор | Сборы, $    |
| ----- | --------------------------------- | ------------ | ----------- |
| 1     | Мстители: Финал                   | Disney       | 858 373 000 |
| 2     | Король Лев                        | Disney       | 543 638 043 |
| 3     | Звёздные войны: Скайуокер. Восход | Disney       | 515 202 542 |
| 4     | Холодное сердце 2                 | Disney       | 477 373 578 |
| 5     | История игрушек 4                 | Disney       | 434 038 008 |
| 6     | Капитан Марвел                    | Disney       | 426 829 839 |
| 7     | Человек-паук: Вдали от дома       | Sony         | 390 532 085 |
| 8     | Аладдин                           | Disney       | 355 559 216 |
| 9     | Джокер                            | Warner Bros. | 335 451 311 |
| 10    | Джуманджи: Новый уровень          | Sony         | 320 314 960 |